# Далнє Ніве
Далнє Ніве (словен. Dalnje Njive) — поселення в общині Чрномель, Південно-Східна Словенія, Словенія. Висота над рівнем моря: 395,6 м.